# 마리안 드 샤토뇌프
마리안 드 샤토뇌프(프랑스어: Marie-Anne de Châteauneuf 1656년 ~ 1746년)는 '우아한 두클로스'라는 애칭으로 유명하였고, 파리시, 코메디 프랑세즈의 가장 유명한 배우 가운데 한 명이었다. 그녀는 1693년 23살에 무대에 데뷔하여, 1746년에 은퇴하였다.